# Алфа (Міннесота)
Алфа (англ. Alpha) — місто (англ. city) в США, в окрузі Джексон штату Міннесота. Населення — 97 осіб (2020).

## Географія
Алфа розташована за координатами 43°38′22″ пн. ш. 94°52′19″ зх. д. / 43.63944° пн. ш. 94.87194° зх. д. (43.639374, -94.871934).  За даними Бюро перепису населення США в 2010 році місто мало площу 0,44 км², уся площа — суходіл. В 2017 році площа становила 0,39 км², уся площа — суходіл.

## Демографія
Згідно з переписом 2010 року, у місті мешкало 116 осіб у 47 домогосподарствах у складі 38 родин. Густота населення становила 261 особа/км².  Було 58 помешкань (130/км²).
Расовий склад населення:
| - 94,0 % — білих - 2,6 % — азіатів |

До двох чи більше рас належало 2,6 %. Частка іспаномовних становила 0,9 % від усіх жителів.
За віковим діапазоном населення розподілялося таким чином: 19,8 % — особи молодші 18 років, 59,5 % — особи у віці 18—64 років, 20,7 % — особи у віці 65 років та старші. Медіана віку мешканця становила 43,0 року. На 100 осіб жіночої статі у місті припадало 118,9 чоловіків;  на 100 жінок у віці від 18 років та старших — 116,3 чоловіків також старших 18 років.
Середній дохід на одне домашнє господарство  становив 123 968 доларів США (медіана — 158 036), а середній дохід на одну сім'ю — 125 741 долар (медіана — 147 321). За межею бідності перебувало 8,6 % осіб, у тому числі 0,0 % дітей у віці до 18 років та 36,8 % осіб у віці 65 років та старших.
Цивільне працевлаштоване населення становило 142 особи. Основні галузі зайнятості: виробництво — 39,4 %, транспорт — 21,8 %, роздрібна торгівля — 14,1 %, публічна адміністрація — 7,0 %.